# 粵秀書院

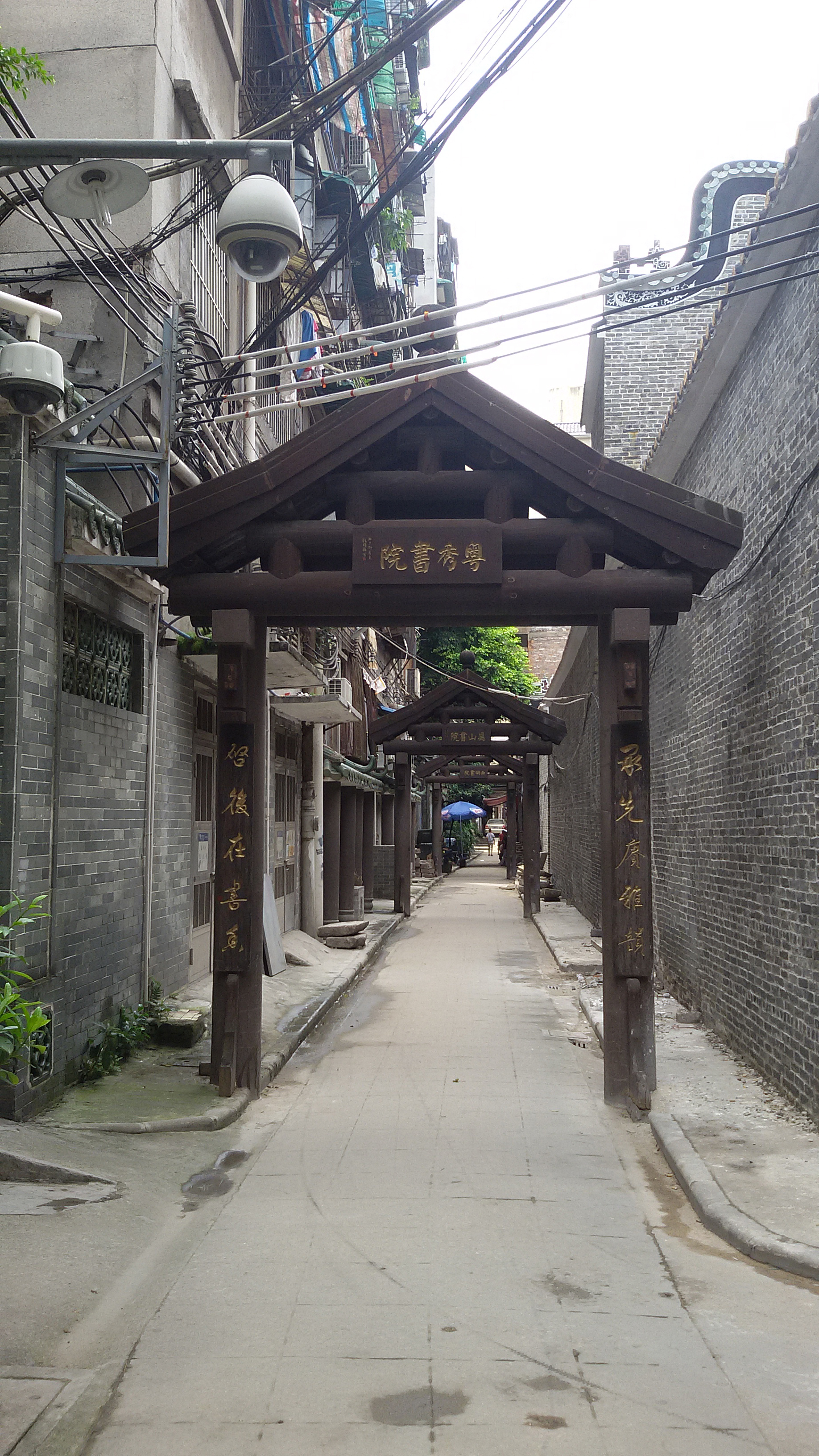
粤秀书院旧址牌坊

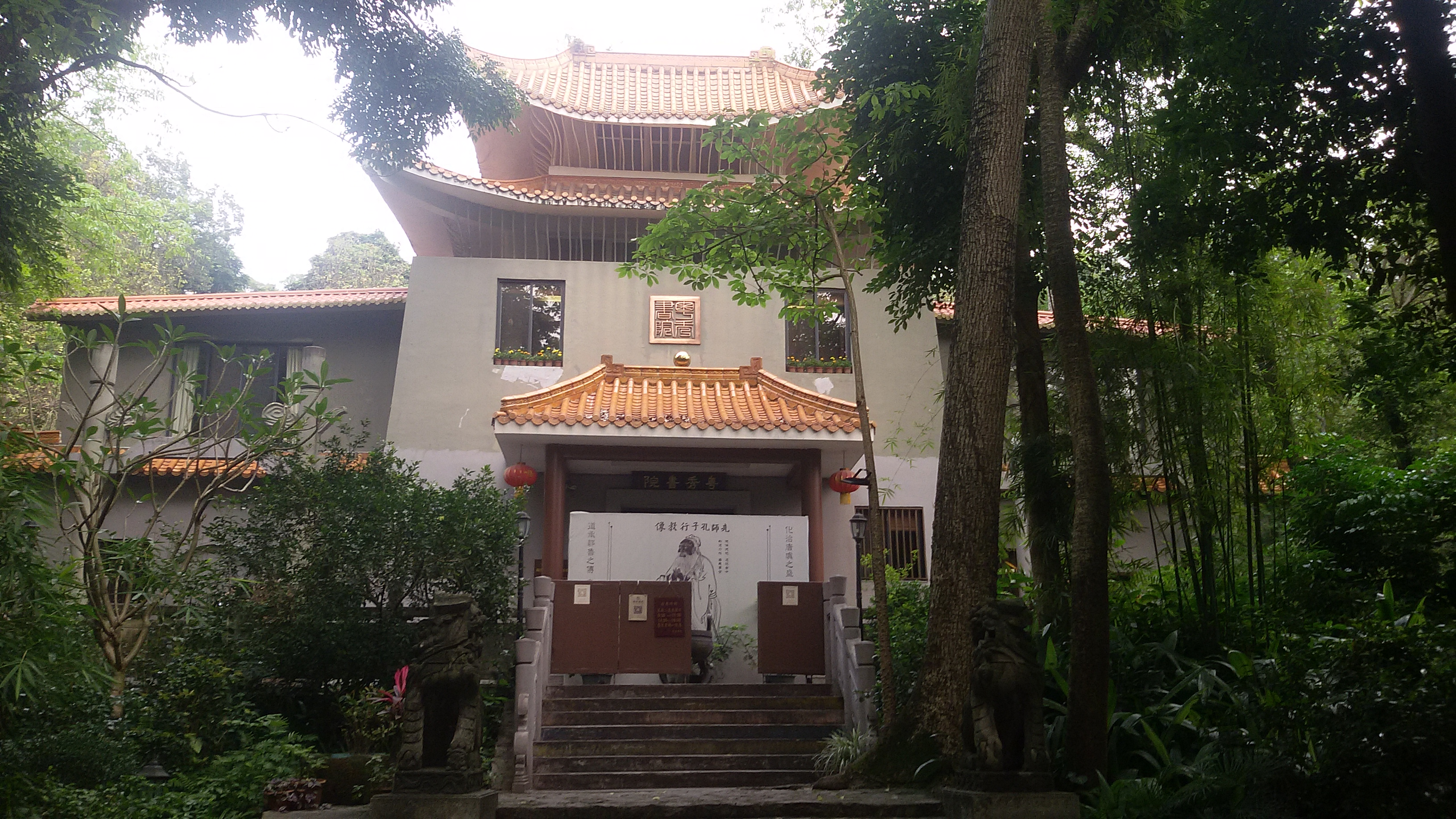
位于越秀山上的越秀书院现址

粵秀書院是一家广东书院。

## 历史
设立于清朝康熙四十九年（1710），兩廣總督趙弘燦、即將調任浙江福建總督的廣東巡撫范時崇、來粵監臨鄉試並將接任廣東巡撫的內閣學士滿丕均率先捐銀開辦。因位于粤秀山南边而得名，是当时广州四大书院之一，为清朝御批的官办学院，也是广东省最早设立的省立书院。其旧址位于现中华人民共和国广东省广州市越秀区教育路附近的书院街。目前旧址仅立有一个牌坊，而新址则是位于越秀山上。